# НИЦ Информкультура
НИЦ Информкультура (Научно-информационный центр по культуре и искусству) создан в соответствии с постановлениями Совета Министров СССР от 29 ноября 1966 г. № 916 «Об общегосударственной системе научно-технической информации», от 19 июля 1971 г. № 496 «О дальнейшем совершенствовании государственной системы научно-технической информации в 1971—1975 гг.» и приказом Министерства культуры СССР от 28 августа 1972 г. № 505 «О создании Информационного центра по проблемам культуры и искусства в составе Государственной библиотеки СССР им. В. И. Ленина».
НИЦ Информкультура РГБ — полностью автоматизированный информационный центр с уникальными информационными ресурсами, доступными для потребителей в традиционных и самых современных формах.
Сфера научных интересов Информкультуры — общие проблемы культуры, социокультурная деятельность в сфере досуга, библиотечное дело и библиография, музейное дело и охрана памятников, материально-техническое оснащение учреждений культуры, культурный туризм, гуманизация образования, общие вопросы искусства, изобразительное искусство, музыкальное искусство, зрелищное искусство, эстетическое воспитание. В основе информационного ресурса по культуре и искусству лежит библиографическая информация, создаваемая путём аналитической росписи поступлений в Российскую государственную библиотеку и крупнейшие библиотеки России. Центром была разработана система информационных изданий по культуре и искусству: библиографические, реферативные, обзорные указатели и экспресс-информации. Сегодня Информкультура издает библиографические и реферативно-библиографические указатели, каталоги, научно-информационные и информационные сборники («Охрана культурного наследия: проблемы и решения. Материалы ИКОМОС», «Библиотека в эпоху перемен»); научный информационно-аналитический журнал «Обсерватория культуры», включенный в перечень рецензируемых журналов ВАК; с 1982 года формируются базы данных библиографической, фактографической и реферативно-библиографической информации. С 1994 г. Информкультура создает базы данных фактографической, библиографической и текстовой информации («Европейские курсы по подготовке менеджеров в области культуры», «Зарубежные сети организаций культуры», «Музыкальные фестивали», «Международные музыкальные конкурсы», «Концертные организации и импресарио», «Стипендии и гранты для специалистов в области культуры и искусства», «Учреждения, организации культурно-досуговой сферы Российской Федерации»). Информкультура, таким образом, уникальный информационный центр с точки зрения комплексного охвата проблематики культуры, смежных отраслей знания и разнообразия предлагаемых информационных услуг и продукции.
Информкультура выступает в качестве головного и методического центра для созданной на её базе Росинформкультуры — отраслевой системы информации по культуре и искусству.
Информкультура сотрудничает с Научной библиотекой имени С. И. Танеева Московской государственной консерваторией и Всероссийской государственной библиотекой иностранной литературы имени М. И. Рудомино.
С 2003 г. функционирует сайт Информкультура: аналитика, фактография и библиография по культуре и искусству, на котором представлена значительная часть электронных ресурсов Информкультуры и Росинформкультуры.
В 2015 г. НИЦ Информкультура был ликвидирован.

## Росинформкультура
Росинформкультура является составной частью государственной системы научной информации. Росинформкультура, сохраняя преемственность по отношению к отраслевой системе научной информации по культуре и искусству «Союзинформкультура», ориентирована на выполнение государственной задачи по формированию и поддержке единой системы информационного обеспечения — культурной деятельности России.
Цели Росинформкультуры — содействие средствами научной информации разработке и реализации новой культурной политики в стране, формирование в ней единого информационного пространства в области культуры и искусства, создание информационной базы отраслевой науки, повышение профессионального уровня работников культуры.
Статус Российской системы научно-информационного обеспечения культурной деятельности Росинформкультура получила в 1996 году по решению Второго Всероссийского совещания руководителей служб информации по культуре «Библиотеки России в информационном обеспечении культурной деятельности регионов» (Уфа, 14-15 июня 1995 г.), которым было утверждено «Положение о Российской системе научно-информационного обеспечения культурной деятельности».
Структура Росинформкультуры: федеральный и региональный уровни.
На федеральном уровне функционируют НИЦ Информкультура в составе Российской государственной библиотеки, информационные службы во Всероссийской государственной библиотеке иностранной литературы и Научной библиотеке им. С. И. Танеева Московской государственной консерватории им. П. И. Чайковского.
На региональном уровне действуют информационные службы по культуре и искусству в республиканских (национальных библиотек Республики Татарстан и Республики Саха-Якутия), краевых, окружных, областных универсальных научных библиотек и в составе учреждений и организаций культуры и искусства регионов.
Всего в составе Росинформкультуры около 120 служб информации. Региональные центры - службы информации по культуре и искусству (СНИКИ) в составе центральных региональных библиотек - во главе с Информкультурой РГБ являются основными звеньями всей системы.
Главная задача Росинформкультуры — информационная поддержка развития культуры в регионах и региональной культурной политики — реализуется через формирование фондов неопубликованных документов и баз данных библиографической, адресно-фактографической и полнотекстовой информации. Службы Росинформкультуры выпускают свыше 350 названий печатных и электронных изданий, отражающих основные тенденции развития культуры и искусства в Российской Федерации и за рубежом.
Одним из направлений работы СНИКИ является формирование фондов неопубликованных документов, которые хранятся и используются в виде баз данных библиографической, адресно-фактографической и полнотекстовой информации.
В составе пользователей - научные сотрудники, преподаватели, студенты, работники управленческих структур, творческие сотрудники, специалисты сферы культуры, работники СМИ, общественные организации, коммерческие структуры, представители религиозных конфессий.

## Журнал-обозрение «Обсерватория культуры»
Журнал «Обсерватория культуры» выпускается творческим коллективом Научно-информационного центра по культуре и искусству (НИЦ Информкультура) Российской государственной библиотеки. Редакция журнала работает в тесном сотрудничестве с Министерством культуры РФ, а также со многими ведущими научными институтами и организациями отрасли.
Журнал посвящён целостному анализу мирового культурного процесса во всём многообразии срезов культурной жизни общества. Театр и музыка, изобразительное искусство и кино, литература и архитектура, культурное наследие, музеи и библиотеки, досуг и туризм — все эти области культуры находят своё место на его страницах, создавая целостное информационное поле культуры. Одна из приоритетных задач издания — отражение как можно более широкой палитры явлений и процессов, происходящих в мировой культуре.
Многопрофильность тематики, доступность изложения поможет понять специфику и характер современных социокультурных процессов самому широкому кругу читателей. Считая просветительство одним из важнейших аспектов в общей концепции журнала, его творческий коллектив работает в лучших просветительских традициях, которые всегда отличали гуманитарную сферу российской науки.
На страницах «Обсерватории культуры» научные статьи, посвящённые актуальным вопросам культурного развития, соседствуют с освещением событий в отечественной и мировой культуре. Аналитические обзоры и эссе, портреты и интервью, актуальное для современности классическое наследие в области культурологии (переводы, обзоры, рефераты), обзоры книжных новинок, мозаику культурных событий и многое дугое готовят для журнала обозреватели Информкульутры. Большое значение в журнале придаётся живому слову ведущих деятелей культуры и искусства: известных российских культурологов и искусствоведов, философов, историков и литературоведов, то есть представителейсамых различных областей гуманитарного знания, школ и направлений, что принципиально важно для изучения такого феномена, как культура.
Журнал «Обсерватория культуры» включён в «Перечень ведущих рецензируемых научных журналов и изданий, в которых должны быть опубликованы основные научные результаты диссертаций на соискание учёных степеней доктора и кандидата наук», составленный Высшей аттестационной комиссией (ВАК) Министерства образования и науки РФ. Издание рекомендовано Экспертным советом по философии, социологии и культурологии, а также Экспертным советом по филологии и искусствоведению.

## Законодательная база
1. статьи 37 и 39 Закона "Основы законодательства Российской Федерации о культуре";
2. Закон РФ "О библиотечном деле";
3. Закон РФ "Об информации, информатизации и защите информации";
4. Указ Президента Российской Федерации от 12 ноября 1993 года № 1904 "О дополнительных мерах государственной поддержки культуры и искусства в Российской Федерации".